# Kenzō Tennō
Kenzō Tennō (顕宗天皇?) fue el vigésimo tercer emperador del Japón, según el orden tradicional de sucesión.  No existen pruebas suficientes acerca de este emperador o de su reinado, pero se cree que gobernó el país a finales del siglo V.

## Relato legendario
El Príncipe Oka, que más tarde se convertiría en el Emperador Kenzō, se dice que era nieto del emperador Richu, y el hijo de Ichinobe-no Oshiwa. Él habría sido muy joven cuando el emperador Yūryaku disparó la flecha que mató a su padre durante una expedición de caza; y esto hizo que tanto el príncipe Oke y su hermano mayor, el príncipe Oka, huyeran para salvar sus vidas. Ellos encontraron refugio en  Akashi en  la provincia de Harima donde decidieron vivir en el anonimato. Relatos de la época explican que los dos hermanos trataron de integrarse en esa comunidad rural haciendo se pasar por pastores.
Se dice que el Príncipe de Harima llegó por casualidad a Akashi; y en ese momento, el príncipe Oka reveló su verdadera identidad. Este intermediario re-introdujo a los primos perdidos al emperador Seinei, que había ascendido al trono tras la muerte de su padre, el ex emperador Yūryaku. Seinei invitó a los dos hermanos para que se volvieran parte de la corte; y él los adoptó a ellos como hijos y herederos. 
A la muerte de Seinei, no tenía otros herederos que el Príncipe Oka y el príncipe Oke, cuyo padre había sido asesinado por el emperador Yūryaku. En este punto, Oka quería que su hermano mayor se convirtiera en emperador; pero Oke se negó. Los dos no pudieron llegar a un acuerdo definitivo. Los notables de la corte insistieron en que uno u otro de los hermanos debiera aceptar el trono; pero al final, Oka demostró ser más inflexible. El Príncipe acordó en aceptar el trono; y Kenzō fue proclamado en última instancia como el nuevo emperador, que creó una sensación de alivio para todas las personas que habían sufrido este período de incertidumbre.
Título otorgado a Kenzō no habría sido  tennō , como la mayoría de los historiadores creen, ya que este título no se introdujo hasta los reinados del Emperador Tenmu y la emperatriz Jitō. Más bien, es posible que haya sido  Sumeramikoto  o  Amenoshita Shiroshimesu Okimi  (治 天下 大王), que significa "el gran rey que gobierna todo bajo el cielo." Alternativamente, Kenzō podría haber sido referido como (ヤ マ ト 大王 / 大君) o el "Gran Rey de Yamato."

## Reinado de Kenzō
Se registra que su capital se ubicaba en  Chikatsu Asuka no Yatsuri no Miya  ( 近 飛鳥 八 釣 宮 ?   ち か つ あ す か の や つ り の み や). En la provincia Yamato . En la actualidad es posible que su palacio haya estado emplazado en la prefectura de Osaka o la prefectura de Nara.
Murray informa que el único acontecimiento de gran preponderancia durante el reinado de provincia tuvo que ver con el respeto filial que mostró por su padre asesinado. Ordenó que los restos de su padre fueron recuperados y enterrados en un  mausoleo adecuado para el hijo de un emperador y el padre de otro.
Kenzō murió a los 38 años, su reinando duro poco más de tres años. No tuvo herederos que pudieran heredar su corona por lo que su hermano le seguiría en el trono.
Se desconoce el sitio real donde se encuentran los restos del Emperador Kenzō . A este emperador se lo venera tradicionalmente en un memorial y  santuario sintoísta ( Misasagi) de Osaka.
La Agencia de la Casa Imperial designa esta ubicación como el mausoleo de Kenzō. Se lo conoce formalmente como Kataoka sin Iwatsuki no Oka no Kita no Misasagi .